# Setthathirath

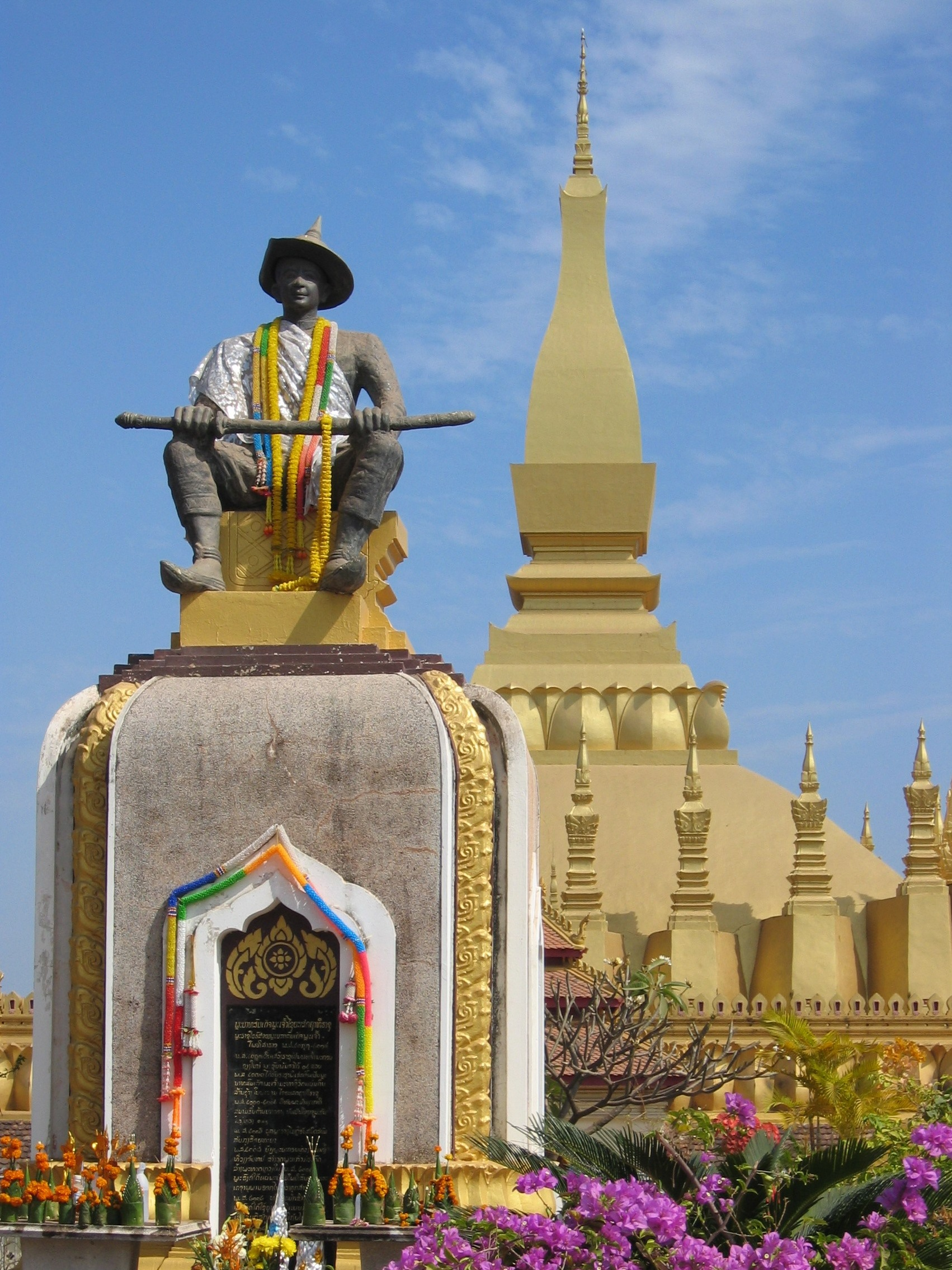
Setthathirath-Statue im Pha That Luang in Vientiane

Sai Setthathirath I. (auch Xai Xettatirat, Chai Chetthatirat; voller Thronname Somdet Brhat-Anya Chao Udaya Buvana Brhat Jaya Setha Maharajadiraja Buvanadi Adipati Sri Sadhana Kanayudha, * 24. Januar 1534 als Jaya Setha Varman (Setthavong); verschwand 1571 unter mysteriösen Umständen bei Mueang Ong-Kan) war zwischen 1548 und 1571 König von Lan Chang und Lan Na.

## Leben
Sai Setthathirath war der Sohn von König Phothisarath I. und dessen Frau, Königin Yudhi Karma Devi (Yot Kam Tip). Er wurde bei Hofe ausgebildet und als Kronprinz mit dem Titel eines Maha Upayuvaraja versehen. Als König von Lan Na wurde er von den dortigen Adligen nach dem Tod seines Großvaters mütterlicherseits gewählt, wo er nach seiner Ankunft in Chiang Mai am 18. Juni 1546 als König ausgerufen wurde. Die Krönung fand am 2. Juli desselben Jahres statt. Er verließ Chiang Mai am 8. August 1548, nachdem er von dem Tod seines Vaters in Luang Phrabang (Sawa) erfahren hatte. Dabei brachte er den Smaragd-Buddha (Phra Kaeo) in die Hauptstadt von Lan Chang. Dort nahm er die Loyalitätsbekundungen seiner Brüder entgegen. 1550 wurde er als Brhat Upayabudhana Buwana Brhat Jayadipada Sri Sadhana Kanayudha zum König gekrönt. Doch zuvor brach in Lan Na ein Bürgerkrieg aus und nach drei Jahren Chaos dankte er vor dem 21. Mai 1551 in Lan Na zugunsten von Phra Nang Chiraprapha Mahadevi ab. Der Staatsrat weigerte sich jedoch, seiner Wahl zuzustimmen und erwählte einen anderen König. Deshalb sandte Sai Setthathirat 1555 eine Armee nach Lan Na, konnte auch Chiang Saen erobern, doch blieben ihm weitere Fortschritte versagt.
1560 zog Sai Setthathirat von Luang Prabang in die neue Hauptstadt Vientiane, wo er 1568 den großen Phat That Luang errichten ließ. 1563, 1568 und 1569 musste er Angriffe aus Bago, dem birmanischen Machtzentrum seinerzeit, standhalten. 
Sai Setthathirat war, wie seinerzeit üblich, mit mehreren Frauen gleichzeitig verheiratet, u. a. mit
1. Chaofa Nying Dharmadevi (Ton Tip), Tochter seines Großvaters mütterlicherseits (Chiang Mai am 14. Juli 1546)
2. Chaofa Nying Dharmakami (Ton Kam), Tochter seines Großvaters mütterlicherseits (Chiang Mai am 14. Juli 1546)
3. Chaofa Nying Devisra Kshatriyi (Tepsakatri), Tochter des Königs von Ayutthaya Maha Chakrapat (Nong Han 1563)

Sai Setthathirath I. starb oder verschwand 1571 unter mysteriösen Umständen bei Mueang Ong Kan. Er hinterließ einen Sohn und eine Tochter:
- Chaofa Nu Mueang Kaeva Kumara (No Keo Kuman), der ihm auf den Thron folgte
- Chaofa Nying Khau Pheng